# Campeonato de División Superior de Fútbol Aficionado 1964
El Campeonato de Primera Aficionados 1964 fue la décima cuarta temporada del certamen de la cuarta categoría del fútbol argentino. Se disputó entre el 2 de mayo y el 19 de diciembre de 1964.
Los nuevos participantes fueron los equipos afiliados esa temporada: General Mitre, Deportivo Paraguayo, Tristán Suárez y General San Martín.
El certamen consagró campeón por primera vez a Arsenal de Llavallol, que obtuvo el único ascenso de la temporada.

## Ascensos y descensos
| Pos. | Ascendidos de la Primera Aficionados 1963 |
| ---- | ----------------------------------------- |
| 1º   | Luján                                     |
| Res. | Brown de Adrogué                          |
| Res. | Comunicaciones                            |
| Res. | Estudiantes (BA)                          |
| Res. | Fénix                                     |
| Res. | J.J. Urquiza                              |
| Res. | Porteño AC                                |
| Res. | Sacachispas                               |
| Res. | Sportivo Palermo                          |

| Equipos Afiliados   |
| ------------------- |
| Deportivo Paraguayo |
| General Mitre       |
| General San Martín  |
| Tristán Suárez      |

## Formato
Los equipos se dividieron en dos zonas de 11 equipos cada una, en las cuales se enfrentaron bajo el sistema de todos contra todos a 2 ruedas. Los cuatro equipos mejor ubicados de cada zona clasificaron a un torneo octogonal final.
En el octogonal se enfrentaron bajo el sistema de todos contra todos a una sola rueda. El equipo con mayor puntaje se consagró campeón y obtuvo el ascenso.
No hubo otros ascensos ni desafiliaciones.

## Equipos participantes
| Equipo                   | Ciudad          | Estadio               |
| ------------------------ | --------------- | --------------------- |
| 9 de Julio               | Merlo           | No posee              |
| Acassuso                 | San Isidro      | No posee              |
| Arsenal (L)              | Llavallol       | Arsenal de Llavallol  |
| Central Argentino        | San Martín      | Central Argentino     |
| Centro Español           | Villa Sarmiento | Güemes y Rivadavia    |
| Defensores de Almagro    | Buenos Aires    | No posee              |
| Defensores de Corrientes | Buenos Aires    | No posee              |
| Deportivo Paraguayo      | Buenos Aires    | No posee              |
| Ferrocarril Midland      | Libertad        | Ciudad de Libertad    |
| General Lamadrid         | Buenos Aires    | General Lamadrid      |
| General Mitre            | Sarandí         | No posee              |
| General San Martín       | Avellaneda      | No posee              |
| Ituzaingó                | Ituzaingo       | Pacheco y Acosta      |
| Juventud de Bernal       | Bernal          | Caseros y Almafuerte  |
| Juventud Unida           | San Miguel      | Sarmiento y Azcuénaga |
| La Paternal              | Buenos Aires    | No posee              |
| Macabi                   | Buenos Aires    | No posee              |
| Muñiz                    | Muñiz           | Sarmiento y Azcuénaga |
| Pilar                    | Pilar           | San Juan y Córdoba    |
| Piraña                   | Buenos Aires    | No posee              |
| Tristán Suárez           | Tristán Suárez  | Moreno y Fariña       |
| Victoriano Arenas        | Valentín Alsina | Saturnino Moure       |

### Distribución geográfica de los equipos
| Región                 | Cant. | Equipos |
| ---------------------- | ----- | --- |
| Conurbano bonaerense   | 15    | 9 de Julio, Acassuso, Arsenal de Llavallol, Central Argentino, Centro Español, Ferrocarril Midland, General Mitre, General San Martín, Ituzaingó, Juventud de Bernal, Juventud Unida, Muñiz, Pilar, Tristán Suárez y Victoriano Arenas |
| Ciudad de Buenos Aires | 7     | Defensores de Almagro, Defensores de Corrientes, Deportivo Paraguayo, General Lamadrid, La Paternal, Macabi y Piraña |

## Tablas de posiciones

### Zona Sur
| Pos. | Equipo                | Pts. | PJ | PG | PE | PP | GF | GC | Dif. |
| ---- | --------------------- | ---- | -- | -- | -- | -- | -- | -- | ---- |
| 1.º  | General Lamadrid      | 32   | 20 | 16 | 0  | 4  | 64 | 19 | 45   |
| 2.º  | Arsenal de Llavallol  | 30   | 20 | 14 | 2  | 4  | 77 | 21 | 56   |
| 3.º  | Piraña                | 30   | 20 | 14 | 2  | 4  | 43 | 25 | 18   |
| 4.º  | Victoriano Arenas     | 29   | 20 | 13 | 3  | 4  | 55 | 26 | 29   |
| 5.º  | General Mitre         | 29   | 20 | 13 | 3  | 4  | 61 | 17 | 44   |
| 6.º  | Macabi                | 19   | 20 | 8  | 3  | 9  | 34 | 36 | −2   |
| 7.º  | Juventud de Bernal    | 17   | 20 | 6  | 5  | 9  | 33 | 45 | −12  |
| 8.º  | Deportivo Paraguayo   | 11   | 20 | 3  | 5  | 12 | 25 | 67 | −42  |
| 9.º  | Defensores de Almagro | 9    | 20 | 3  | 3  | 14 | 26 | 59 | −33  |
| 10.º | Tristán Suárez        | 8    | 20 | 3  | 2  | 15 | 34 | 84 | −50  |
| 11.º | General San Martín    | 6    | 20 | 1  | 4  | 15 | 16 | 69 | −53  |

|  | Clasificó al Torneo Octogonal Final por el campeonato |

### Zona Norte
| Pos. | Equipo                   | Pts. | PJ | PG | PE | PP | GF | GC | Dif. |
| ---- | ------------------------ | ---- | -- | -- | -- | -- | -- | -- | ---- |
| 1.º  | Juventud Unida           | 32   | 20 | 15 | 2  | 3  | 67 | 25 | 42   |
| 2.º  | Ferrocarril Midland      | 29   | 20 | 12 | 5  | 3  | 64 | 29 | 35   |
| 3.º  | Acassuso                 | 28   | 20 | 12 | 4  | 4  | 46 | 29 | 17   |
| 4.º  | Ituzaingó                | 27   | 20 | 9  | 9  | 2  | 53 | 23 | 30   |
| 5.º  | Centro Español           | 23   | 20 | 10 | 3  | 7  | 47 | 36 | 11   |
| 6.º  | Defensores de Corrientes | 23   | 20 | 9  | 5  | 6  | 49 | 41 | 8    |
| 7.º  | Central Argentino        | 22   | 20 | 10 | 2  | 8  | 51 | 53 | −2   |
| 8.º  | La Paternal              | 13   | 20 | 5  | 3  | 12 | 31 | 55 | −24  |
| 9.º  | Pilar                    | 10   | 20 | 3  | 4  | 13 | 25 | 49 | −24  |
| 10.º | 9 de Julio               | 9    | 20 | 3  | 3  | 14 | 29 | 64 | −35  |
| 11.º | Muñiz                    | 4    | 20 | 1  | 2  | 17 | 25 | 83 | −58  |

|  | Clasificó al Torneo Octogonal Final por el campeonato |

## Resultados

### Zona Sur
| Victoriano Arenas    | 1 - 0 | General Mitre         | Saturnino Moure      | 2 de mayo |
| Piraña               | 3 - 0 | Tristán Suárez        | Riestra y Lacarra    | 2 de mayo |
| Arsenal de Llavallol | 8 - 1 | General San Martín    | Arsenal de Llavallol | 2 de mayo |
| Macabi               | 2 - 0 | Juventud de Bernal    | All Boys             | 2 de mayo |
| Deportivo Paraguayo  | 2 - 6 | Defensores de Almagro | Sportivo Palermo     | 2 de mayo |

| Defensores de Almagro | 1 - 6 | Macabi               | Concepción Arenal    | 9 de mayo |
| Juventud de Bernal    | 1 - 6 | Arsenal de Llavallol | Caseros y Almafuerte | 9 de mayo |
| General San Martín    | 1 - 3 | Piraña               | General Lamadrid     | 9 de mayo |
| Tristán Suárez        | 3 - 5 | Victoriano Arenas    | Arsenal de Llavallol | 9 de mayo |
| General Mitre         | 2 - 1 | General Lamadrid     | De Los Inmigrantes   | 9 de mayo |

| General Lamadrid     | 7 - 0 | Tristán Suárez        | General Lamadrid     | 16 de mayo |
| Victoriano Arenas    | 4 - 0 | General San Martín    | La Estancia          | 16 de mayo |
| Piraña               | 3 - 0 | Juventud de Bernal    | Riestra y Lacarra    | 16 de mayo |
| Arsenal de Llavallol | 4 - 1 | Defensores de Almagro | Arsenal de Llavallol | 16 de mayo |
| Macabi               | 2 - 2 | Deportivo Paraguayo   | All Boys             | 16 de mayo |

| Deportivo Paraguayo   | 1 - 5 | Arsenal de Llavallol | Sportivo Palermo     | 23 de mayo |
| Defensores de Almagro | 0 - 2 | Piraña               | Concepción Arenal    | 23 de mayo |
| Juventud de Bernal    | 2 - 2 | Victoriano Arenas    | Caseros y Almafuerte | 23 de mayo |
| General San Martín    | 1 - 6 | General Lamadrid     | Arsenal de Llavallol | 23 de mayo |
| Tristán Suárez        | 1 - 9 | General Mitre        | Moreno y Fariña      | 24 de mayo |

| General Mitre        | 1 - 0 | General San Martín    | De Los Inmigrantes   | 30 de mayo |
| General Lamadrid     | 1 - 0 | Juventud de Bernal    | General Lamadrid     | 30 de mayo |
| Victoriano Arenas    | 2 - 0 | Defensores de Almagro | La Estancia          | 30 de mayo |
| Arsenal de Llavallol | 2 - 0 | Macabi                | Arsenal de Llavallol | 30 de mayo |
| Piraña               | 2 - 0 | Deportivo Paraguayo   | Riestra y Lacarra    | 31 de mayo |

| Macabi                | 0 - 3 | Piraña            | Pampa y Miñones      | 6 de junio |
| Deportivo Paraguayo   | 0 - 4 | Victoriano Arenas | Sportivo Palermo     | 6 de junio |
| Defensores de Almagro | 1 - 5 | General Lamadrid  | Concepción Arenal    | 6 de junio |
| Juventud de Bernal    | 4 - 1 | General Mitre     | Caseros y Almafuerte | 6 de junio |
| General San Martín    | 0 - 6 | Tristán Suárez    | Ciudad de Libertad   | 6 de junio |

| Tristán Suárez    | 2 - 2 | Juventud de Bernal    | Moreno y Fariña    | 13 de junio |
| General Mitre     | 6 - 0 | Defensores de Almagro | De Los Inmigrantes | 13 de junio |
| General Lamadrid  | 6 - 1 | Deportivo Paraguayo   | General Lamadrid   | 13 de junio |
| Victoriano Arenas | 1 - 2 | Macabi                | La Estancia        | 13 de junio |
| Piraña            | 1 - 0 | Arsenal de Llavallol  | Riestra y Lacarra  | 13 de junio |

| Arsenal de Llavallol  | 1 - 1 | Victoriano Arenas  | Arsenal de Llavallol | 20 de junio |
| Macabi                | 1 - 0 | General Lamadrid   | Pampa y Miñones      | 20 de junio |
| Deportivo Paraguayo   | 0 - 3 | General Mitre      | Sportivo Palermo     | 20 de junio |
| Defensores de Almagro | 5 - 0 | Tristán Suárez     | Concepción Arenal    | 20 de junio |
| Juventud de Bernal    | 1 - 1 | General San Martín | Caseros y Almafuerte | 20 de junio |

| General San Martín | 0 - 2 | Defensores de Almagro | Ciudad de Libertad | 27 de junio |
| Tristán Suárez     | 1 - 1 | Deportivo Paraguayo   | Moreno y Fariña    | 27 de junio |
| General Mitre      | 1 - 0 | Macabi                | De Los Inmigrantes | 27 de junio |
| General Lamadrid   | 2 - 1 | Arsenal de Llavallol  | General Lamadrid   | 27 de junio |
| Victoriano Arenas  | 2 - 1 | Piraña                | La Estancia        | 27 de junio |

| Piraña                | 4 - 3 | General Lamadrid   | Riestra y Lacarra    | 4 de julio |
| Arsenal de Llavallol  | 1 - 0 | General Mitre      | Arsenal de Llavallol | 4 de julio |
| Macabi                | 4 - 1 | Tristán Suárez     | Pampa y Miñones      | 4 de julio |
| Deportivo Paraguayo   | 1 - 1 | General San Martín | Sportivo Palermo     | 4 de julio |
| Defensores de Almagro | 1 - 3 | Juventud de Bernal | Concepción Arenal    | 4 de julio |

| Juventud de Bernal | 4 - 1 | Deportivo Paraguayo  | Caseros y Almafuerte | 11 de julio |
| General San Martín | 0 - 3 | Macabi               | Atlanta              | 11 de julio |
| Tristán Suárez     | 1 - 5 | Arsenal de Llavallol | Moreno y Fariña      | 11 de julio |
| General Mitre      | 2 - 2 | Piraña               | Isla Maciel          | 11 de julio |
| General Lamadrid   | 2 - 0 | Victoriano Arenas    | General Lamadrid     | 11 de julio |

| General Mitre         | 3 - 1 | Victoriano Arenas    | De Los Inmigrantes   | 18 de julio |
| Tristán Suárez        | 0 - 2 | Piraña               | Moreno y Fariña      | 18 de julio |
| General San Martín    | 2 - 3 | Arsenal de Llavallol | General Lamadrid     | 18 de julio |
| Juventud de Bernal    | 2 - 1 | Macabi               | Caseros y Almafuerte | 18 de julio |
| Defensores de Almagro | 2 - 4 | Deportivo Paraguayo  | Concepción Arenal    | 18 de julio |

| Macabi               | 3 - 0 | Defensores de Almagro | Pampa y Miñones      | 25 de julio |
| Arsenal de Llavallol | 5 - 0 | Juventud de Bernal    | Arsenal de Llavallol | 25 de julio |
| Piraña               | 4 - 2 | General San Martín    | Timote y Castro      | 25 de julio |
| Victoriano Arenas    | 2 - 1 | Tristán Suárez        | La Estancia          | 25 de julio |
| General Lamadrid     | 2 - 1 | General Mitre         | General Lamadrid     | 25 de julio |

| Tristán Suárez        | 1 - 4 | General Lamadrid     | Moreno y Fariña      | 1 de agosto |
| General San Martín    | 1 - 7 | Victoriano Arenas    | Güemes y Rivadavia   | 1 de agosto |
| Juventud de Bernal    | 0 - 2 | Piraña               | Caseros y Almafuerte | 1 de agosto |
| Defensores de Almagro | 3 - 3 | Arsenal de Llavallol | Concepción Arenal    | 1 de agosto |
| Deportivo Paraguayo   | 3 - 2 | Macabi               | Sportivo Palermo     | 1 de agosto |

| Arsenal de Llavallol | 8 - 0  | Deportivo Paraguayo   | Arsenal de Llavallol | 22 de agosto |
| Piraña               | 2 - 0  | Defensores de Almagro | Riestra y Lacarra    | 22 de agosto |
| Victoriano Arenas    | 5 - 2  | Juventud de Bernal    | La Estancia          | 22 de agosto |
| General Lamadrid     | 7 - 0  | General San Martín    | General Lamadrid     | 22 de agosto |
| General Mitre        | 10 - 0 | Tristán Suárez        | De Los Inmigrantes   | 22 de agosto |

| General San Martín    | 0 - 5 | General Mitre        | El Viaducto          | 29 de agosto |
| Juventud de Bernal    | 2 - 3 | General Lamadrid     | Caseros y Almafuerte | 29 de agosto |
| Defensores de Almagro | 0 - 3 | Victoriano Arenas    | Concepción Arenal    | 29 de agosto |
| Macabi                | 1 - 4 | Arsenal de Llavallol | Pampa y Miñones      | 29 de agosto |
| Deportivo Paraguayo   | 1 - 3 | Piraña               | Piraña               | 30 de agosto |

| Piraña            | 3 - 1 | Macabi                | Riestra y Lacarra  | 6 de septiembre |
| Victoriano Arenas | 6 - 1 | Deportivo Paraguayo   | La Estancia        | 6 de septiembre |
| General Lamadrid  | 2 - 1 | Defensores de Almagro | General Lamadrid   | 6 de septiembre |
| General Mitre     | 5 - 0 | Juventud de Bernal    | De Los Inmigrantes | 6 de septiembre |
| Tristán Suárez    | 1 - 2 | General San Martín    | Moreno y Fariña    | 6 de septiembre |

| Juventud de Bernal    | 5 - 1 | Tristán Suárez    | Caseros y Almafuerte | 12 de septiembre |
| Defensores de Almagro | 0 - 3 | General Mitre     | Concepción Arenal    | 12 de septiembre |
| Deportivo Paraguayo   | 0 - 3 | General Lamadrid  | Sportivo Palermo     | 12 de septiembre |
| Macabi                | 2 - 2 | Victoriano Arenas | Pampa y Miñones      | 12 de septiembre |
| Arsenal de Llavallol  | 4 - 1 | Piraña            | Arsenal de Llavallol | 12 de septiembre |

| Victoriano Arenas  | 1 - 4 | Arsenal de Llavallol  | Caseros y Almafuerte | 19 de septiembre |
| General Lamadrid   | 4 - 0 | Macabi                | General Lamadrid     | 19 de septiembre |
| General Mitre      | 2 - 2 | Deportivo Paraguayo   | De Los Inmigrantes   | 19 de septiembre |
| Tristán Suárez     | 6 - 0 | Defensores de Almagro | Moreno y Fariña      | 19 de septiembre |
| General San Martín | 1 - 3 | Juventud de Bernal    | Central Argentino    | 19 de septiembre |

| Defensores de Almagro | 1 - 1 | General San Martín | Concepción Arenal    | 26 de septiembre |
| Deportivo Paraguayo   | 3 - 6 | Tristán Suárez     | Sportivo Palermo     | 26 de septiembre |
| Macabi                | 0 - 4 | General Mitre      | Pampa y Miñones      | 26 de septiembre |
| Arsenal de Llavallol  | 1 - 2 | General Lamadrid   | Arsenal de Llavallol | 26 de septiembre |
| Piraña                | 0 - 4 | Victoriano Arenas  | All Boys             | 26 de septiembre |

| General Lamadrid   | 3 - 0 | Piraña                | General Lamadrid     | 3 de octubre |
| General Mitre      | 1 - 0 | Arsenal de Llavallol  | De Los Inmigrantes   | 3 de octubre |
| Tristán Suárez     | 2 - 3 | Macabi                | Moreno y Fariña      | 3 de octubre |
| General San Martín | 1 - 2 | Deportivo Paraguayo   | Estudiantes (BA)     | 3 de octubre |
| Juventud de Bernal | 2 - 2 | Defensores de Almagro | Caseros y Almafuerte | 3 de octubre |

| Deportivo Paraguayo  | 0 - 0  | Juventud de Bernal | Sportivo Palermo     | 10 de octubre |
| Macabi               | 1 - 1  | General San Martín | Pampa y Miñones      | 12 de octubre |
| Arsenal de Llavallol | 12 - 1 | Tristán Suárez     | Arsenal de Llavallol | 12 de octubre |
| Piraña               | 2 - 2  | General Mitre      | Riestra y Lacarra    | 12 de octubre |
| Victoriano Arenas    | 2 - 1  | General Lamadrid   | La Estancia          | 12 de octubre |

### Zona Norte
| Acassuso            | 1 - 0 | Juventud Unida           | Central Argentino     | 2 de mayo |
| Ferrocarril Midland | 7 - 0 | 9 de Julio               | Ciudad de Libertad    | 2 de mayo |
| Pilar               | 2 - 2 | Ituzaingó                | San Juan y Córdoba    | 2 de mayo |
| Muñiz               | 3 - 4 | Defensores de Corrientes | Sarmiento y Azcuénaga | 2 de mayo |
| La Paternal         | 3 - 5 | Central Argentino        | General Lamadrid      | 2 de mayo |

| Central Argentino        | 7 - 1 | Muñiz               | Central Argentino        | 9 de mayo |
| Defensores de Corrientes | 2 - 0 | Pilar               | Kelsey y Bonifacini      | 9 de mayo |
| 9 de Julio               | 0 - 0 | Acassuso            | Ciudad de Libertad       | 9 de mayo |
| Juventud Unida           | 4 - 0 | Centro Español      | Sarmiento y Azcuénaga    | 9 de mayo |
| Ituzaingó                | 4 - 2 | Ferrocarril Midland | Pacheco y Mariano Acosta | 9 de mayo |

| Centro Español      | 2 - 1 | 9 de Julio               | Güemes y Rivadavia    | 16 de mayo |
| Acassuso            | 3 - 0 | Ituzaingó                | Central Argentino     | 16 de mayo |
| Ferrocarril Midland | 3 - 3 | Defensores de Corrientes | Ciudad de Libertad    | 16 de mayo |
| Pilar               | 1 - 3 | Central Argentino        | San Juan y Córdoba    | 16 de mayo |
| Muñiz               | 1 - 2 | La Paternal              | Sarmiento y Azcuénaga | 16 de mayo |

| La Paternal              | 2 - 0 | Pilar               | General Lamadrid         | 23 de mayo |
| Central Argentino        | 2 - 3 | Ferrocarril Midland | Central Argentino        | 23 de mayo |
| Defensores de Corrientes | 1 - 1 | Acassuso            | Kelsey y Bonifacini      | 23 de mayo |
| Ituzaingó                | 1 - 1 | Centro Español      | Pacheco y Mariano Acosta | 23 de mayo |
| 9 de Julio               | 2 - 6 | Juventud Unida      | Ciudad de Libertad       | 23 de mayo |

| Juventud Unida      | 1 - 0 | Ituzaingó                | Sarmiento y Azcuénaga | 30 de mayo |
| Centro Español      | 1 - 3 | Defensores de Corrientes | Güemes y Rivadavia    | 30 de mayo |
| Acassuso            | 2 - 0 | Central Argentino        | Guido y Spano         | 30 de mayo |
| Ferrocarril Midland | 5 - 3 | La Paternal              | Ciudad de Libertad    | 30 de mayo |
| Pilar               | 2 - 2 | Muñiz                    | San Juan y Córdoba    | 30 de mayo |

| Muñiz                    | 0 - 0 | Ferrocarril Midland | Sarmiento y Azcuénaga    | 6 de junio |
| La Paternal              | 1 - 2 | Acassuso            | General Lamadrid         | 6 de junio |
| Central Argentino        | 1 - 3 | Centro Español      | Central Argentino        | 6 de junio |
| Defensores de Corrientes | 0 - 3 | Juventud Unida      | Kelsey y Bonifacini      | 6 de junio |
| Ituzaingó                | 0 - 0 | 9 de Julio          | Pacheco y Mariano Acosta | 6 de junio |

| 9 de Julio          | 1 - 4 | Defensores de Corrientes | Ciudad de Libertad    | 13 de junio |
| Juventud Unida      | 7 - 0 | Central Argentino        | Sarmiento y Azcuénaga | 13 de junio |
| Centro Español      | 1 - 1 | La Paternal              | Güemes y Rivadavia    | 13 de junio |
| Acassuso            | 1 - 0 | Muñiz                    | Guido y Spano         | 13 de junio |
| Ferrocarril Midland | 3 - 0 | Pilar                    | Ciudad de Libertad    | 14 de junio |

| Pilar                    | 1 - 6 | Acassuso       | San Juan y Córdoba    | 20 de junio |
| Muñiz                    | 0 - 7 | Centro Español | Sarmiento y Azcuénaga | 20 de junio |
| La Paternal              | 1 - 7 | Juventud Unida | General Lamadrid      | 20 de junio |
| Central Argentino        | 3 - 0 | 9 de Julio     | Central Argentino     | 20 de junio |
| Defensores de Corrientes | 0 - 4 | Ituzaingó      | Kelsey y Bonifacini   | 20 de junio |

| Ituzaingó      | 2 - 2 | Central Argentino   | Pacheco y Mariano Acosta | 27 de junio |
| 9 de Julio     | 1 - 5 | La Paternal         | Ciudad de Libertad       | 27 de junio |
| Juventud Unida | 2 - 0 | Muñiz               | Sarmiento y Azcuénaga    | 27 de junio |
| Centro Español | 1 - 0 | Pilar               | Güemes y Rivadavia       | 27 de junio |
| Acassuso       | 2 - 1 | Ferrocarril Midland | Guido y Spano            | 27 de junio |

| Ferrocarril Midland | 1 - 0 | Centro Español           | Ciudad de Libertad    | 4 de julio |
| Pilar               | 2 - 3 | Juventud Unida           | San Juan y Córdoba    | 4 de julio |
| Muñiz               | 5 - 0 | 9 de Julio               | Sarmiento y Azcuénaga | 4 de julio |
| La Paternal         | 0 - 5 | Ituzaingó                | General Lamadrid      | 4 de julio |
| Central Argentino   | 1 - 0 | Defensores de Corrientes | Central Argentino     | 4 de julio |

| Ituzaingó                | 6 - 1 | Muñiz               | Pacheco y Mariano Acosta | 11 de julio |
| 9 de Julio               | 1 - 1 | Pilar               | Ciudad de Libertad       | 11 de julio |
| Juventud Unida           | 2 - 2 | Ferrocarril Midland | Sarmiento y Azcuénaga    | 11 de julio |
| Centro Español           | 5 - 3 | Acassuso            | Güemes y Rivadavia       | 11 de julio |
| Defensores de Corrientes | 2 - 1 | La Paternal         | Kelsey y Bonifacini      | 12 de julio |

| Juventud Unida           | 6 - 0 | Acassuso            | Sarmiento y Azcuénaga    | 18 de julio |
| 9 de Julio               | 0 - 5 | Ferrocarril Midland | Francisco Urbano         | 18 de julio |
| Ituzaingó                | 4 - 0 | Pilar               | Pacheco y Mariano Acosta | 18 de julio |
| Defensores de Corrientes | 7 - 0 | Muñiz               | Kelsey y Bonifacini      | 18 de julio |
| Central Argentino        | 2 - 2 | La Paternal         | Central Argentino        | 18 de julio |

| Muñiz               | 1 - 5 | Central Argentino        | Sarmiento y Azcuénaga | 25 de julio |
| Pilar               | 2 - 2 | Defensores de Corrientes | San Juan y Córdoba    | 25 de julio |
| Acassuso            | 2 - 1 | 9 de Julio               | Central Argentino     | 25 de julio |
| Centro Español      | 2 - 3 | Juventud Unida           | Güemes y Rivadavia    | 25 de julio |
| Ferrocarril Midland | 1 - 1 | Ituzaingó                | Ciudad de Libertad    | 25 de julio |

| 9 de Julio               | 0 - 2 | Centro Español      | Ciudad de Libertad       | 1 de agosto |
| Ituzaingó                | 1 - 1 | Acassuso            | Pacheco y Mariano Acosta | 1 de agosto |
| Defensores de Corrientes | 2 - 4 | Ferrocarril Midland | Kelsey y Bonifacini      | 1 de agosto |
| Central Argentino        | 6 - 3 | Pilar               | Central Argentino        | 1 de agosto |
| La Paternal              | 3 - 2 | Muñiz               | General Lamadrid         | 1 de agosto |

| Pilar               | 0 - 3 | La Paternal              | San Juan y Córdoba    | 22 de agosto |
| Ferrocarril Midland | 4 - 1 | Central Argentino        | Ciudad de Libertad    | 22 de agosto |
| Acassuso            | 3 - 3 | Defensores de Corrientes | Guido y Spano         | 22 de agosto |
| Centro Español      | 1 - 1 | Ituzaingó                | Güemes y Rivadavia    | 22 de agosto |
| Juventud Unida      | 3 - 1 | 9 de Julio               | Sarmiento y Azcuénaga | 22 de agosto |

| Ituzaingó                | 2 - 2 | Juventud Unida      | Pacheco y Mariano Acosta | 29 de agosto |
| Defensores de Corrientes | 4 - 3 | Centro Español      | Kelsey y Bonifacini      | 29 de agosto |
| Central Argentino        | 3 - 1 | Acassuso            | Central Argentino        | 29 de agosto |
| La Paternal              | 1 - 1 | Ferrocarril Midland | General Lamadrid         | 29 de agosto |
| Muñiz                    | 2 - 5 | Pilar               | Sarmiento y Azcuénaga    | 29 de agosto |

| Juventud Unida      | 4 - 2  | Defensores de Corrientes | Sarmiento y Azcuénaga | 5 de septiembre |
| Ferrocarril Midland | 10 - 0 | Muñiz                    | Ciudad de Libertad    | 6 de septiembre |
| Acassuso            | 2 - 0  | La Paternal              | Central Argentino     | 6 de septiembre |
| Centro Español      | 6 - 2  | Central Argentino        | Güemes y Rivadavia    | 6 de septiembre |
| 9 de Julio          | 2 - 8  | Ituzaingó                | Francisco Urbano      | 6 de septiembre |

| Defensores de Corrientes | 2 - 3 | 9 de Julio          | Kelsey y Bonifacini   | 12 de septiembre |
| Central Argentino        | 4 - 2 | Juventud Unida      | Central Argentino     | 12 de septiembre |
| La Paternal              | 0 - 4 | Centro Español      | General Lamadrid      | 12 de septiembre |
| Muñiz                    | 0 - 5 | Acassuso            | Sarmiento y Azcuénaga | 12 de septiembre |
| Pilar                    | 1 - 2 | Ferrocarril Midland | San Juan y Córdoba    | 12 de septiembre |

| Acassuso       | 2 - 1   | Pilar                    | Guido y Spano            | 19 de septiembre |
| Centro Español | 3 - 1   | Muñiz                    | Güemes y Rivadavia       | 19 de septiembre |
| Juventud Unida | 5 - 1   | La Paternal              | Sarmiento y Azcuénaga    | 19 de septiembre |
| 9 de Julio     | PP - GP | Central Argentino        | Ciudad de Libertad       | 19 de septiembre |
| Ituzaingó      | 1 - 1   | Defensores de Corrientes | Pacheco y Mariano Acosta | 19 de septiembre |

| Central Argentino   | 0 - 3 | Ituzaingó      | Central Argentino     | 26 de septiembre |
| La Paternal         | 1 - 5 | 9 de Julio     | General Lamadrid      | 26 de septiembre |
| Muñiz               | 0 - 3 | Juventud Unida | Sarmiento y Azcuénaga | 26 de septiembre |
| Pilar               | 2 - 0 | Centro Español | San Juan y Córdoba    | 26 de septiembre |
| Ferrocarril Midland | 3 - 2 | Acassuso       | Ciudad de Libertad    | 26 de septiembre |

| Centro Español           | 3 - 1 | Ferrocarril Midland | Güemes y Rivadavia       | 3 de octubre |
| Juventud Unida           | 2 - 0 | Pilar               | Sarmiento y Azcuénaga    | 3 de octubre |
| 9 de Julio               | 6 - 4 | Muñiz               | Ciudad de Libertad       | 3 de octubre |
| Ituzaingó                | 3 - 0 | La Paternal         | Pacheco y Mariano Acosta | 3 de octubre |
| Defensores de Corrientes | 5 - 2 | Central Argentino   | Gaona y General Paz      | 3 de octubre |

| La Paternal         | 1 - 2 | Defensores de Corrientes | General Lamadrid      | 10 de octubre |
| Muñiz               | 2 - 5 | Ituzaingó                | Sarmiento y Azcuénaga | 10 de octubre |
| Pilar               | 2 - 1 | 9 de Julio               | San Juan y Córdoba    | 10 de octubre |
| Ferrocarril Midland | 5 - 2 | Juventud Unida           | Ciudad de Libertad    | 10 de octubre |
| Acassuso            | 7 - 2 | Centro Español           | Guido y Spano         | 10 de octubre |

## Torneo Octogonal

### Tabla de posiciones
| Pos. | Equipo               | Pts. | PJ | PG | PE | PP | GF | GC | Dif. |
| ---- | -------------------- | ---- | -- | -- | -- | -- | -- | -- | ---- |
| 1.º  | Arsenal de Llavallol | 13   | 9  | 6  | 1  | 2  | 18 | 8  | 10   |
| 2.º  | Ituzaingó            | 13   | 9  | 6  | 1  | 2  | 20 | 10 | 10   |
| 3.º  | Piraña               | 10   | 7  | 4  | 2  | 1  | 22 | 11 | 11   |
| 4.º  | Victoriano Arenas    | 7    | 7  | 3  | 1  | 3  | 13 | 20 | −7   |
| 5.º  | General Lamadrid     | 6    | 7  | 3  | 0  | 4  | 12 | 12 | 0    |
| 6.º  | Juventud Unida       | 6    | 7  | 2  | 2  | 3  | 15 | 22 | −7   |
| 7.º  | Acassuso             | 3    | 7  | 0  | 3  | 4  | 11 | 20 | −9   |
| 8.º  | Ferrocarril Midland  | 2    | 7  | 1  | 0  | 6  | 12 | 20 | −8   |

|  | Disputaron un desempate para determinar al campeón |

### Desempate por el campeonato
| Ituzaingó                                                                               | 0 - 2 | Arsenal de Llavallol | Ferro Carril Oeste | 12 de diciembre |
| Arsenal de Llavallol                                                                    | 1 - 2 | Ituzaingó            | All Boys           | 19 de diciembre |
| Arsenal de Llavallol se consagró campeón con un global de 3-2 y ascendió a la Primera C |       |                      |                    |                 |

### Resultados
| Ituzaingó            | 4 - 2 | Acassuso            | Kelsey y Bonifacini | 24 de octubre |
| General Lamadrid     | 1 - 0 | Ferrocarril Midland | Francisco Urbano    | 24 de octubre |
| Arsenal de Llavallol | 2 - 0 | Piraña              | Los Andes           | 24 de octubre |
| Juventud Unida       | 3 - 3 | Victoriano Arenas   | Concepción Arenal   | 24 de octubre |

| Juventud Unida      | 1 - 3 | Ituzaingó            | Estudiantes (BA)       | 31 de octubre |
| Victoriano Arenas   | 1 - 0 | Arsenal de Llavallol | Isla Maciel            | 31 de octubre |
| Piraña              | 1 - 0 | General Lamadrid     | Lacarra y Barros Pazos | 31 de octubre |
| Ferrocarril Midland | 6 - 4 | Acassuso             | Médanos y Boyacá       | 31 de octubre |

| Ituzaingó            | 2 - 1 | Ferrocarril Midland | Francisco Urbano  | 7 de noviembre |
| Acassuso             | 2 - 2 | Piraña              | Concepción Arenal | 7 de noviembre |
| General Lamadrid     | 4 - 0 | Victoriano Arenas   | Riestra y Lacarra | 7 de noviembre |
| Arsenal de Llavallol | 4 - 3 | Juventud Unida      | Nueva Chicago     | 7 de noviembre |

| Arsenal de Llavallol | 3 - 1 | Ituzaingó           | Olavarría y Luna       | 14 de noviembre |
| Juventud Unida       | 3 - 2 | General Lamadrid    | Estudiantes (BA)       | 14 de noviembre |
| Victoriano Arenas    | 3 - 1 | Acassuso            | All Boys               | 14 de noviembre |
| Piraña               | 5 - 2 | Ferrocarril Midland | Lacarra y Barros Pazos | 14 de noviembre |

| Ituzaingó           | 1 - 1 | Piraña               | Gaona y General Paz | 21 de noviembre |
| Ferrocarril Midland | 1 - 3 | Victoriano Arenas    | Concepción Arenal   | 21 de noviembre |
| Acassuso            | 1 - 1 | Juventud Unida       | Kelsey y Bonifacini | 21 de noviembre |
| General Lamadrid    | 1 - 5 | Arsenal de Llavallol | Nueva Chicago       | 21 de noviembre |

| General Lamadrid     | 1 - 3 | Ituzaingó           | Médanos y Boyacá | 28 de noviembre |
| Arsenal de Llavallol | 1 - 1 | Acassuso            | Nueva Chicago    | 28 de noviembre |
| Juventud Unida       | 2 - 1 | Ferrocarril Midland | Estudiantes (BA) | 28 de noviembre |
| Victoriano Arenas    | 2 - 5 | Piraña              | Timote y Castro  | 28 de noviembre |

| Ituzaingó           | 6 - 1 | Victoriano Arenas    | Nueva Chicago     | 5 de diciembre  |
| Piraña              | 8 - 2 | Juventud Unida       | Alfredo Beranger  | 5 de diciembre  |
| Ferrocarril Midland | 1 - 3 | Arsenal de Llavallol | All Boys          | 5 de diciembre  |
| Acassuso            | 0 - 3 | General Lamadrid     | Central Argentino | 12 de diciembre |